# 박대석 (정치인)
박대석(朴大錫, 1939년 12월 2일 ~ 2013년 2월 3일)은 대한민국의 행정가 출신 정치인이다. 부산광역시의원과 3선 영도구청장을 역임했다.

## 주요 이력
호(號)는 산남(山南)·영도(影島)이다.
충청북도 영동에서 출생하였으며 지난날 한때 경기도 시흥에서 잠시 유아기를 보낸 적이 있는 그는 1942년 직계 일가족과 함께 경상남도 부산 영도에 이주하여 이후 부산 영도구에서 성장하였다.

## 학력
- 부산 동래고등학교
- 한국해양대학교 해사학과

### 비학위 수료
- 한국해양대학교 행정대학원 최고위정책과정 수료

## 경력
- 1990년 11월 6일을 기하여 민주자유당 지방자치행정위원 직위 보임.
- 1991년 대한민국 지방선거 부산직할시의원 당선 (정당: 민주자유당 → 무소속 → 민주자유당).
- 1992년 2월 29일을 기하여 민주자유당 첫 탈당.
- 1993년 5월 31일을 기하여 민주자유당 복당과 함께 민주자유당 상임위원 직위 보임.
- 민선 1기 부산 영도구청장(정당: 민주자유당 → 무소속 → 신한국당 → 무소속 → 한나라당)
- 1995년 10월 31일을 기하여 민주자유당 재탈당.
- 1996년 5월 20일을 기하여 신한국당 입당하여 신한국당 전임위원 직위 보임.
- 1996년 8월 21일을 기하여 신한국당 탈당.
- 1998년 1월 19일을 기하여 한나라당 입당하여 한나라당 대표전임위원 직위 보임.
- 민선 2기 부산 영도구청장(정당: 한나라당 → 무소속).
- 1999년 12월 1일을 기하여 한나라당을 마지막 탈당하고 이후 본격 무소속 전향.
- 민선 3기 부산 영도구청장(정당: 무소속).
- 동아대학교 초빙교수.

## 역대 선거 결과
|  | 43.6% |

|  | 54.27% |

|  | 66.28% |

|  | 47.53% |